# Klaus Lisiewicz
Klaus Lisiewicz (n. 2 februarie 1943, Bensberg⁠(d), Statul Liber Prusia⁠(d), Germania) este un fotbalist ce a reprezentat Republica Democrată Germană, medaliat olimpic. A participat la o ediție a Jocurilor Olimpice (1964) în care a câștigat o medalie de bronz.

## Participări
Lista de mai jos prezintă principalele competiții la care a participat Klaus Lisiewicz de-a lungul carierei.
- football at the 1964 Summer Olympics[*]